# Cantone di Luxeuil-les-Bains
Il Cantone di Luxeuil-les-Bains è una divisione amministrativa dell'arrondissement di Lure.
A seguito della riforma approvata con decreto del 17 febbraio 2014, che ha avuto attuazione dopo le elezioni dipartimentali del 2015, è passato da 2 a 12 comuni.

## Composizione
I 2 comuni facenti parte prima della riforma del 2014 erano:
- Luxeuil-les-Bains
- Saint-Valbert

Dal 2015 i comuni appartenenti al cantone sono i seguenti 12:
- Ailloncourt
- Baudoncourt
- Breuches
- Brotte-lès-Luxeuil
- La Chapelle-lès-Luxeuil
- Citers
- Esboz-Brest
- Froideconche
- Luxeuil-les-Bains
- Ormoiche
- Saint-Sauveur
- Saint-Valbert